# Sven Wennberg
Hugo Sven Wennberg, född den 7 december 1906 i Stockholm, död den 3 mars 1984 i Åmål, var en svensk företagsledare. Han var bror till Fredrik Wennberg.
Wennberg avlade examen vid Schartaus handelsinstitut 1929. Han var verkställande direktör för Svenska bankiraktiebolaget 1934–1948, för Åhlén & Åkerlunds förlag 1948–1949 och för aktiebolaget Billingsfors-Långed 1949–1965. Wennberg blev riddare av Vasaorden 1956. Han vilar i en familjegrav på Norra begravningsplatsen utanför Stockholm.